# الكأس الذهبية الأسترالية بمناسبة مئوية الاستقلال الثانية
الكاس الذهبية (بالإنجليزية: Australia Bicentenary Gold Cup)‏ هي بطولة كرة قدم ودية كانت أقيمت عام 1988 في أستراليا بمناسبة مرور 200 سنة على استقلال أستراليا. وتعتبر هذه البطولة ملهة لكاس القارات حيث استوحى الامير فيصل بن فهد بن عبد العزيز آل سعود رئيس الاتحاد العربي السعودي لكرة القدم آنذاك فكرة إنشاء كأس العالم للقارات لكرة القدم. أقيمت البطولة بمشاركة منتخب الأرجنتين بطل كأس العالم لكرة القدم 1986، منتخب البرازيل بطل كوبا أمريكا، منتخب السعودية بطل كأس آسيا 1988 ومنتخب أستراليا البلد المستضيف.

## النتائج

### مرحلة المجموعات
| المنتخب   | ل | ف | ت | خ | أ.ل | أ.ع | ف.أ | ن |
| --------- | - | - | - | - | --- | --- | --- | - |
| البرازيل  | 3 | 2 | 1 | 0 | 5   | 1   | +4  | 5 |
| أستراليا  | 3 | 2 | 0 | 1 | 7   | 2   | +5  | 4 |
| الأرجنتين | 3 | 0 | 2 | 1 | 3   | 6   | −3  | 2 |
| السعودية  | 3 | 0 | 1 | 2 | 3   | 9   | −6  | 1 |